# Église Saint-Marc de Nantes
L'église Saint-Marc de Malakoff est une église catholique située à Nantes, en Loire-Atlantique. Elle appartient à la paroisse Sainte-Marie-de-Doulon.
Elle est placée sous le vocable de saint Marc, évangéliste.

## Localisation
L'église se trouve boulevard de Sarrebruck, dans le quartier de Malakoff à Nantes au sud de la gare ferroviaire et à l'est par rapport au centre-ville historique, près des bords de la Loire.

## Description de l'édifice
L'église est construite dans un style moderne, qui ne se distingue pas immédiatement comme un édifice religieux, si ce n'est par un grand panneau vertical bleu dont une croix est découpée en négatif.
Elle n'est pas classée aux monuments historiques.

## Histoire
Le quartier de Malakoff est profondément transformé lors de la reconstruction à la suite de la Seconde Guerre mondiale, puis avec l'édification de la ZUP Malakoff au début des années 1970.
Un premier centre religieux est édifié en 1959 et dédié à saint Christophe, avec à sa tête un chapelain. En 1975, on construit une véritable église, placée sous le vocable de saint Marc, oeuvre des architectes Yves Liberge et Christian Quilici. L'ancienne chapelle Saint-Christophe, inutilisée, est désacralisée en 1984, un temps transformée en mosquée, puis finalement démolie en 2013.
Elle est restaurée en 2012.

### Liste des chapelains
- Jean Guilloux : 1969-1975
- Gilbert Lerat : 1975-1986

### Liste des curés depuis la création de la paroisse Sainte-Marie-de-Doulon
- Joël Lebeau : 2003-2008
- Daniel Orieux	: 2008-2016
- Bernard Ollivier : 2016-2023
- Frédéric Cailler : depuis 2023[3]